# Veemarktstraat

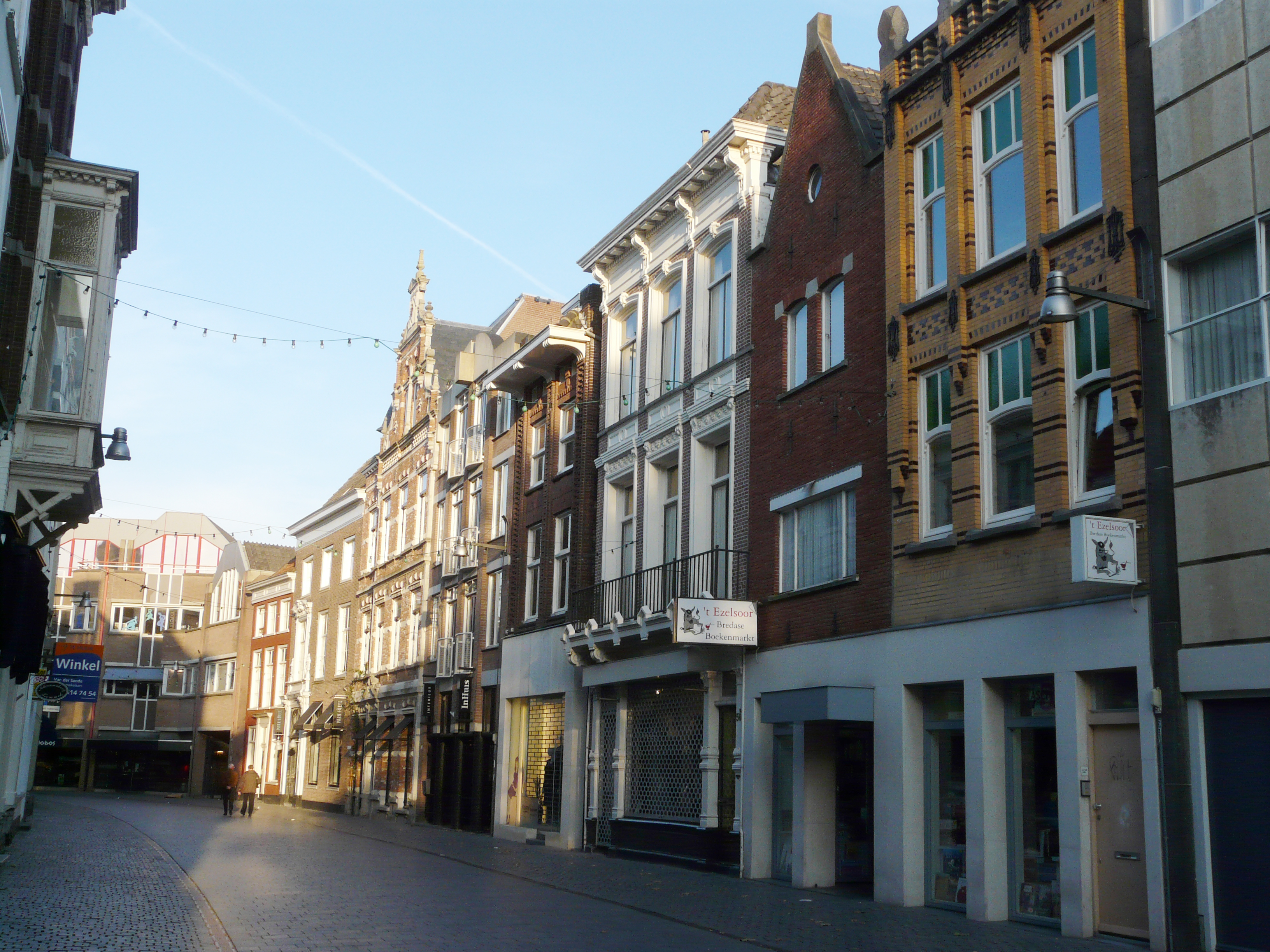
Veemarktstraat

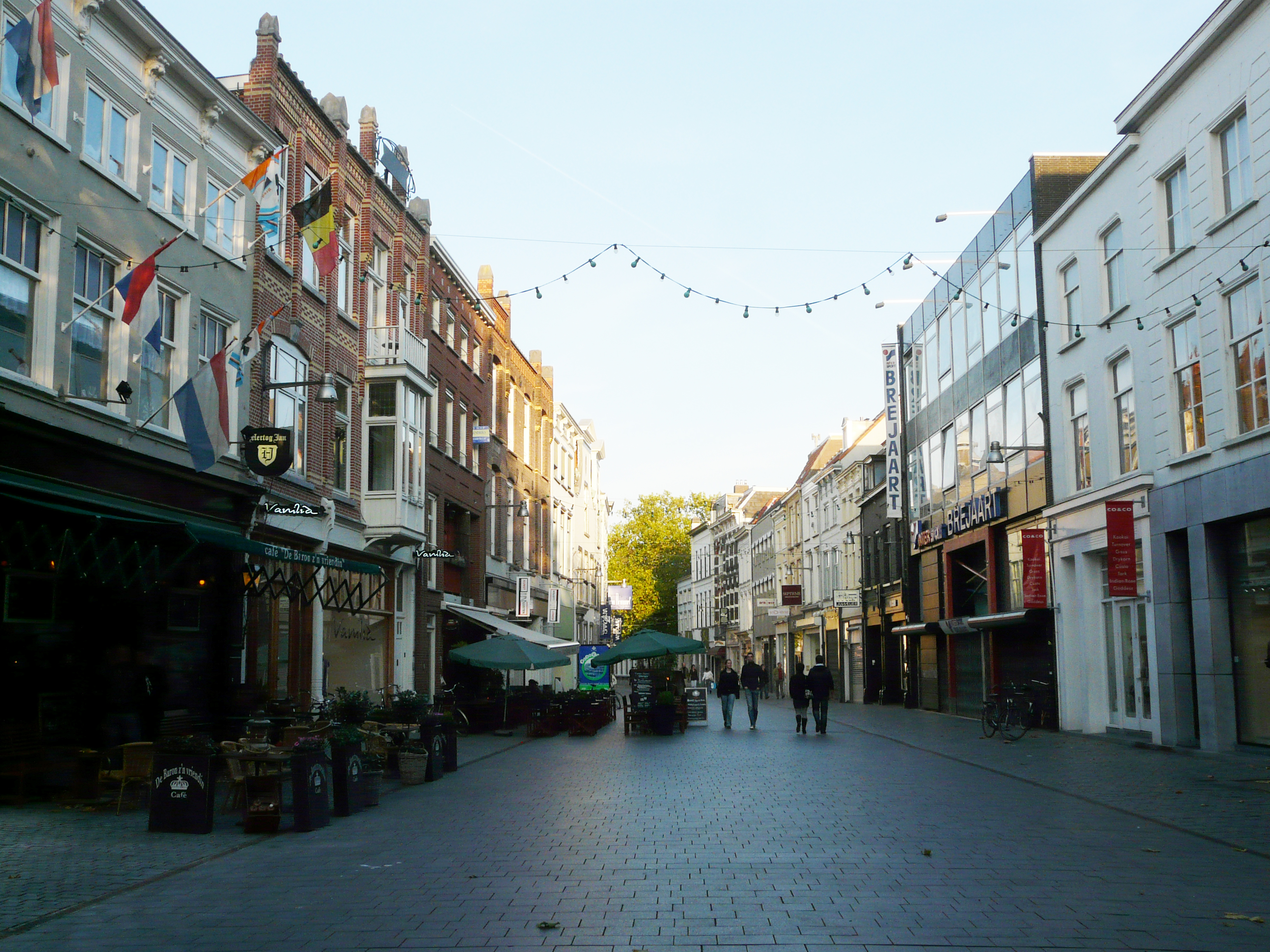
Veemarktstraat

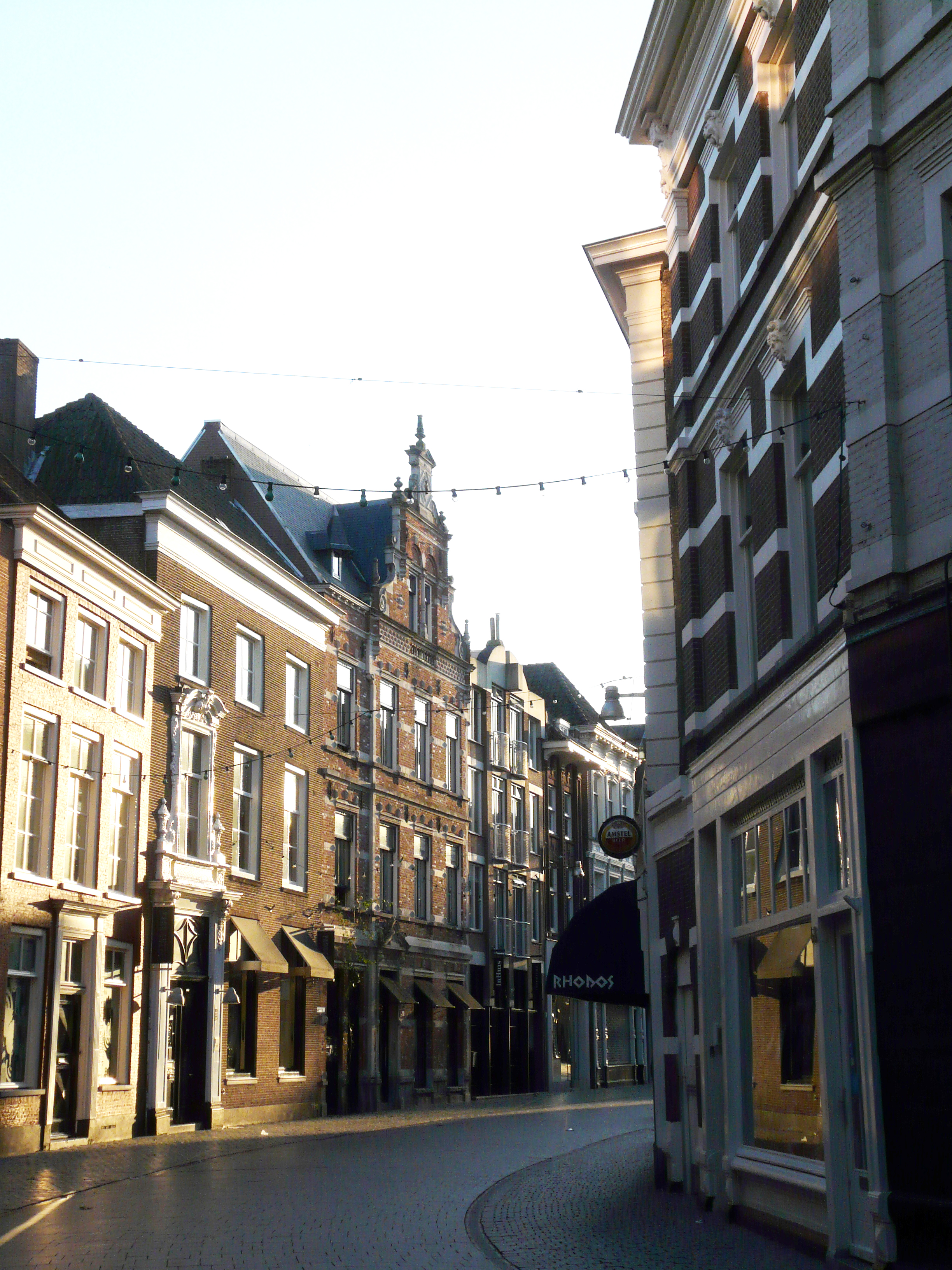
Veemarktstraat

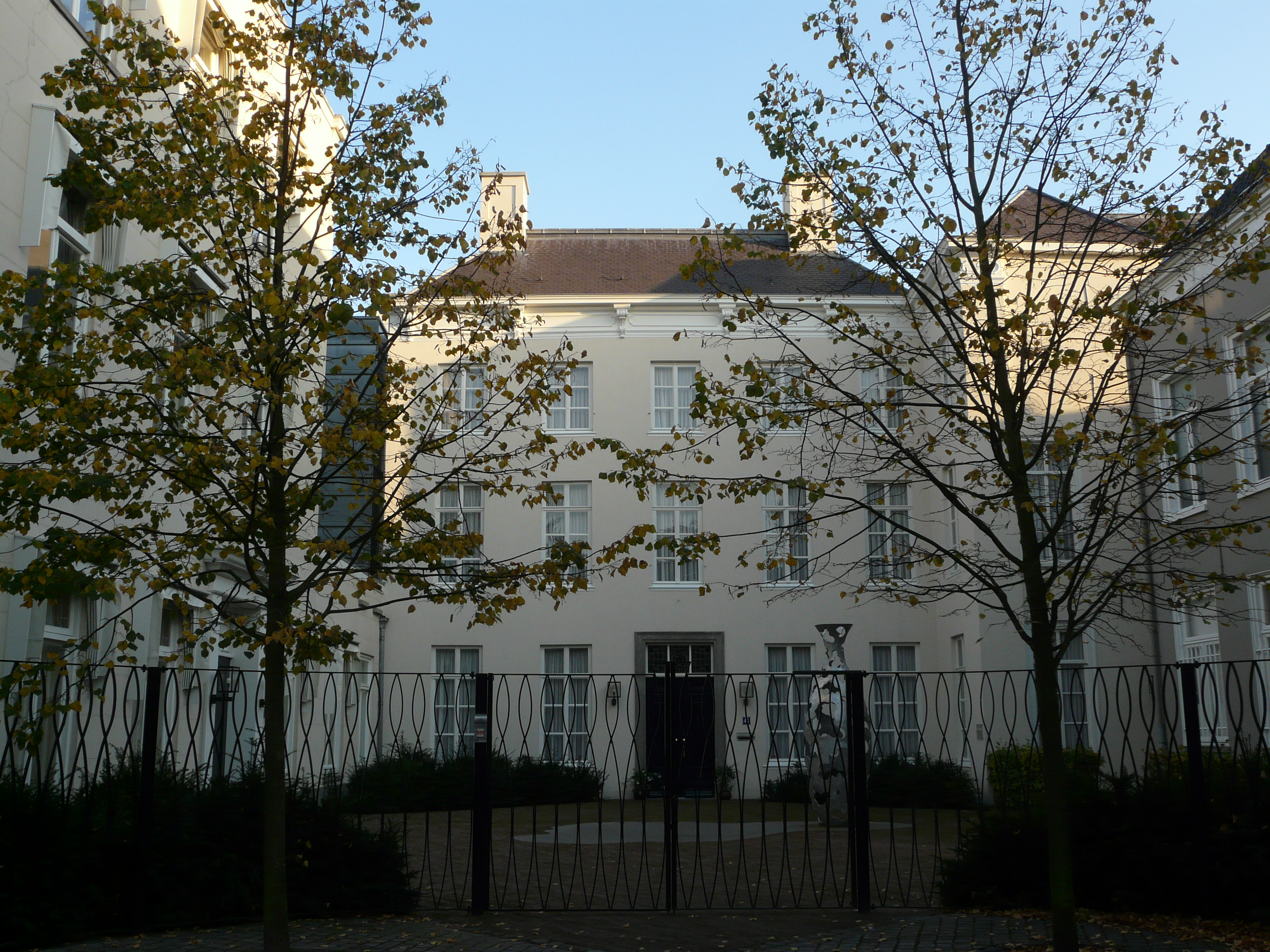
Bisdom Breda

De Veemarktstraat is een brede woon- en winkelstraat is het stadsdeel Breda Centrum in de binnenstad van Breda.
De Veemarktstraat begint op de Grote Markt en loopt tot de Boschstraat.
Vooral aan het begin zijn diverse cafés en eetgelegenheden met een terras. Het winkelbestand bestaat vooral uit gespecialiseerde winkels op kleding- en woongebied, 4 lingeriewinkels en twee boekhandels. Halverwege is een pleintje, het Veemarktplein. Op dinsdagmorgen wordt hier een biologische markt gehouden.
Aan ditzelfde pleintje is het kantoor en het bisschopspaleis van het Bisdom Breda gevestigd.

## Geschiedenis
De straat wordt voor het eerst vermeld in een oorkonde van het klooster St. Catharinadal uit 1340 als Gasthuusstraete. Andere namen waren Gasthuistraat, Veemarkt, Oude Veemarkt en Varkensmarkt.
Vroeger ging de paardentram van de Ginnekensche Tramweg Maatschappij door de Veemarktstraat richting station Breda.